# Phosphatidylinositol-4,5-bisphosphate
Die Phosphatidylinositol-4,5-bisphosphate (Abk. PIP2) sind eine Gruppe von Phospholipiden, die nahezu ausschließlich in der dem Zellinneren zugewandten Seite der Zellmembran auftreten.
Sie spielen eine wichtige Rolle in der Weiterleitung extrazellulärer Signale in der Zelle und kontrollieren die Endozytose. Durch Aktivierung bestimmter Rezeptoren, die sich in der Zellmembran befinden, kommt es zur Aktivierung des Enzyms Phospholipase C. Die Phospholipase C spaltet PIP2 durch Hydrolyse in Diacylglycerine (DAG) und Inositol-1,4,5-trisphosphat (IP3), während die Phospholipase A Lysophosphatidylinositol erzeugt. Alle drei Produkte dieser Spaltung können als sogenannte Second Messenger zur Weiterleitung des Signals in der Zelle beitragen.
Phosphoinositid-3-Kinasen (PI3K) hingegen konvertieren PIP2 in Phosphatidylinositol-3,4,5-trisphosphat (PIP3). Die umgekehrte Reaktion von PIP3 zu PIP2 erfolgt durch die Phosphatase PTEN.